# Clavija myrmeciocarpa
Clavija myrmeciocarpa là một loài thực vật có hoa trong họ Anh thảo. Loài này được B.Ståhl mô tả khoa học đầu tiên năm 1991.